# Mascagnia
Mascagnia är ett släkte av tvåhjärtbladiga växter. Mascagnia ingår i familjen Malpighiaceae.

## Dottertaxa tillMascagnia, i alfabetisk ordning[1]
- Mascagnia aequatorialis
- Mascagnia affinis
- Mascagnia allopterys
- Mascagnia almedae
- Mascagnia aptera
- Mascagnia arenicola
- Mascagnia australis
- Mascagnia bierosa
- Mascagnia boliviana
- Mascagnia brevifolia
- Mascagnia cana
- Mascagnia conformis
- Mascagnia cordifolia
- Mascagnia cynanchifolia
- Mascagnia dissimilis
- Mascagnia divaricata
- Mascagnia eggersiana
- Mascagnia glabrata
- Mascagnia haenkeana
- Mascagnia leonii
- Mascagnia lilacina
- Mascagnia loretensis
- Mascagnia lugoi
- Mascagnia macradena
- Mascagnia microcarpa
- Mascagnia ovatifolia
- Mascagnia peruviana
- Mascagnia pittieri
- Mascagnia polybotrya
- Mascagnia pringlei
- Mascagnia riedeliana
- Mascagnia riparia
- Mascagnia schunkei
- Mascagnia seleroriana
- Mascagnia sepium
- Mascagnia spicigera
- Mascagnia strigulosa
- Mascagnia tenuis
- Mascagnia tomentosa
- Mascagnia tucuruensis
- Mascagnia vacciniifolia
- Mascagnia velutina
- Mascagnia violacea